# Benito Ramón de la Hermida Maldonado
Benito Ramón Hermida y Porras Bermúdez Maldonado, també conegut com a Benito Ramón de la Hermida, (1 d'octubre de 1736 a Santiago de Compostel·la (Regne de Galícia); 1 de febrer de 1814 en Madrid), President interí i primer president de les Corts de Cadis des del 24 de setembre de 1810 fins a 24 de setembre de 1810. Conseller del Rei, Ministre de Gracia i Justícia des del 15 d'octubre de 1808 a 6 de febrer de 1810.

## Biografia
Estudia batxiller en lleis i cànons en la Universitat de Santiago. En 1760 és designat Jutge d'Impremtes del Regne de Galícia. L'any de la invasió francesa (1808) ocupava el lloc de Regent de l'Audiència de Sevilla i la Junta Suprema Central el nomena el 15 d'octubre  secretari de Despatx de Gracia i Justícia, càrrec que exerceix fins al 6 de febrer de 1810. Durant la seva estada a Sevilla acudia junta a Jovellanos, Garay, Quintana etc. a les tertúlies que lord Holland organitzava en el palau de Propietarias amb l'objectiu que es convoquessin Corts. Hermida formava part del grup il·lustrat que aspirava a crear reformes sense apartar-se de l'Antic Règim.
Després d'aquest període és diputat per Galícia a les Corts de Cadis on postula la supressió de la tortura però, no obstant això, el manteniment del Tribunal del Sant Ofici de la Inquisició.

## Corts de Cadis
Escollit diputat propietari pel procediment per a les províncies lliures dels francesos en representació del Regne de Galícia pel districte de Santiago. Ramon Llàtzer de Dou i de Bassols va ser escollit el primer president de les Corts en la sessió inaugural que es va celebrar a Isla de León el 24 de setembre de 1810, obtenint cinquanta vots davant dels quaranta-cinc de Benito Ramón de la Hermida, llavors president provisional.

## Obres
- Pensamientos militares de un paisano (Sevilla, 1808)
- Observaciones encaminadas a desengañar e instruir a los diputados de las Cortes extraordinarias (1812)
- Último recurso de la nación española para conservar su existencia política, deducido de la historia de nuestras regencias (Santiago, 1813)
- El paraíso perdido, traducció de John Milton (Madrid, 1814).